# Gaswerk Favoriten
Das Gaswerk Favoriten war ein von der Imperial Continental Gas Association errichtetes Werk zur Erzeugung von Gas aus Kohle. Es befand sich in der Sonnwendgasse 14 im 10. Wiener Gemeindebezirk Favoriten. Heute befindet sich an diesem Ort die Hauptfeuerwache Favoriten.

## Geschichte
Seit dem Jahre 1842 errichtete die in London 1824 gegründete Imperial Continental Gas Association (ICGA) in Wien Gaswerke auf Kohlebasis. Das Gas diente damals ausschließlich zur Beleuchtung von Straßen und öffentlichen Gebäuden. Das erste kleine Gaswerk der ICGA in der Sonnwendgasse war für die Beleuchtung der nahegelegenen Eisenbahnanlagen gedacht und trug den Namen „Belvedere“. Nach der Bezirksgründung von Favoriten schloss die Bezirksverwaltung einen Vertrag über den Ausbau der Gasversorgung ab. 1875 wurden deshalb die Anlagen vergrößert, Rohre verlegt und Straßenlaternen aufgestellt. Die Stadt Wien hatte für den Betrieb jeder einzelnen Laterne zu bezahlen. Es gab dabei „halbnächtige“ bis Mitternacht brennende und „ganznächtige“ bis zum Morgengrauen brennende Laternen. Wegen der Unzuverlässigkeit der Gasbelieferung kündigte die Gemeinde Wien den Vertrag mit der ICGA und kommunalisierte den Betrieb.
Es gab anfangs viele Proteste der in der Nähe wohnenden Bevölkerung. Zwar lieferte das Werk günstigen Koks zum Heizen, wirkte sich aber auch geruchsbelästigend aus.
Nach der Gründung des ganz Wien versorgenden Gaswerks Simmering – damals das größte der Welt – im Jahre 1899 wurde das Gaswerk Favoriten stillgelegt. Der Bau verfiel und wurde 1909 in die Hauptfeuerwache Favoriten umgebaut.

## Bau
Der Rundbau hatte eine Höhe von 20 m und einen Durchmesser von 16 m und ein stumpfes Kegeldach. Die Fassade zeigte verschiedene Fensterformen, die der damaligen Bahnhofsarchitektur entsprachen. Dieser Turm umschloss den Gasbehälter. Die der eigentlichen Gaserzeugung dienenden Gebäude waren in einem Anbau und in Nebengebäuden untergebracht. 1875 wurde von der ICGA ein größerer Gasometer errichtet und der alte kleine abgetragen. Dieser Gasometer stand bis zur Übernahme des Areals durch die Feuerwehr.
Ein Bild des brennenden Gasbehälters während des Wiener Oktoberaufstands von 1848 zeigt die Vedute Die Erstürmung des Gloggnitzer Bahnhofes bei Wien.